# Force musculaire
Pour les articles homonymes, voir force.

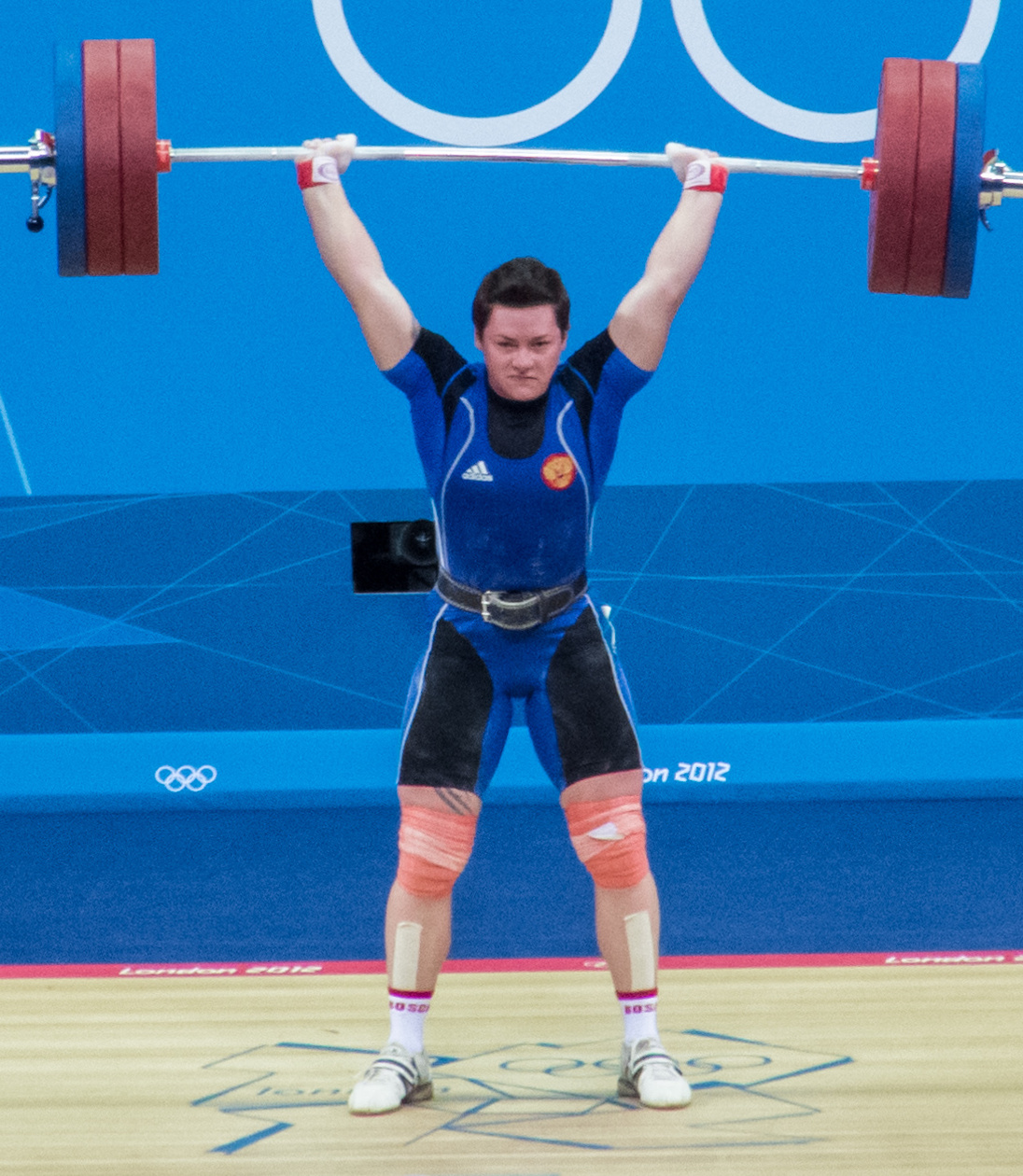
L'haltérophile Natalia Zabolotnaya en 2012.

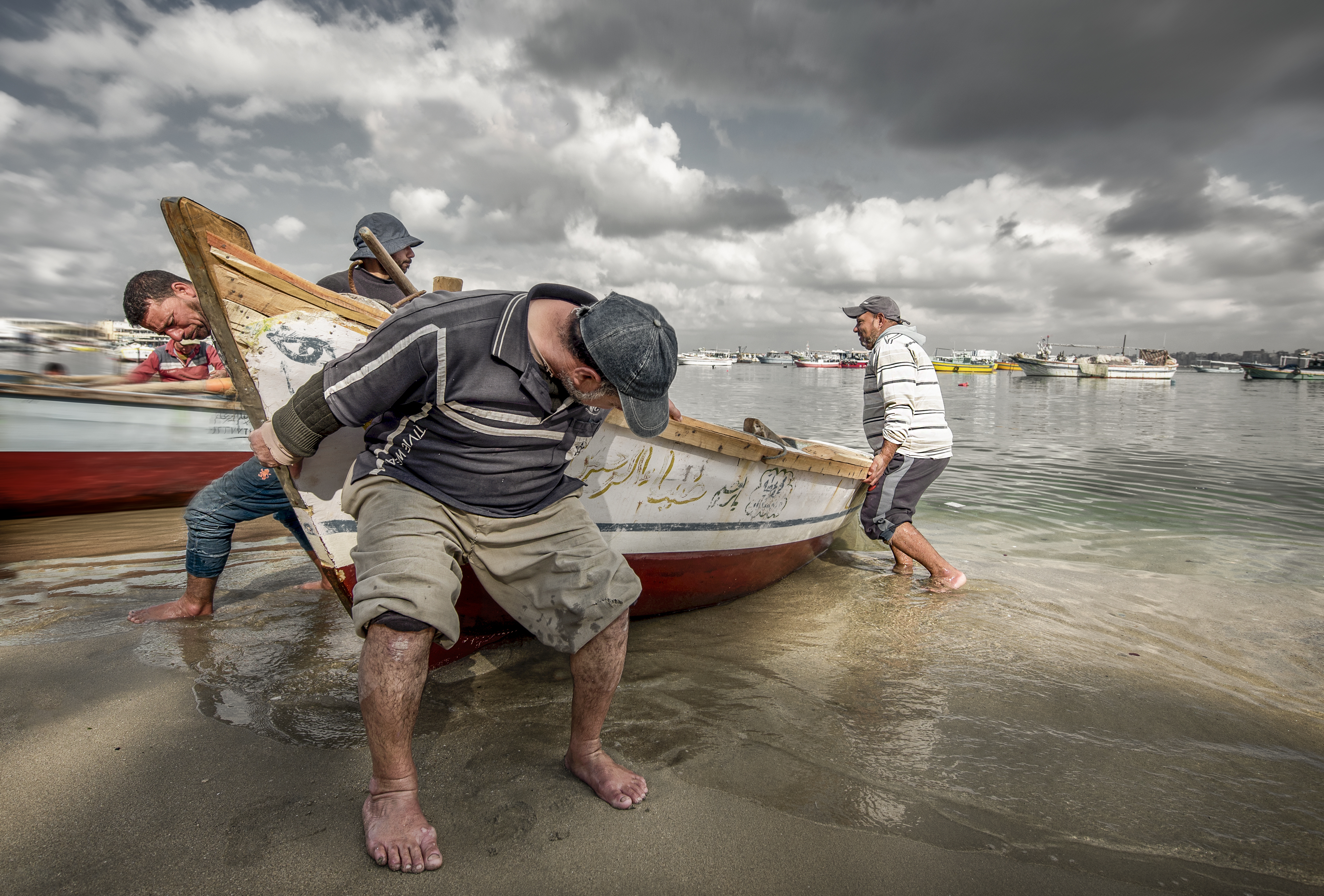
La force musculaire de plusieurs hommes est nécessaire pour déplacer ce bateau de pêche en Égypte.

La force musculaire physique est la capacité d'un muscle d'exercer une force contre une résistance. Afin de l'apprécier, il faut considérer la force maximale, la résistance lactique et l'endurance musculaire.

## Appréciation clinique
La force musculaire peut être appréciée cliniquement par le médecin suivant le British Medical Research Council System sur une échelle allant de 0 à 5 : (échelle de Lovet)
- 0 : aucune contraction musculaire
- 1 : contraction musculaire sans mouvement
- 2 : mouvement dans le plan du lit
- 3 : mouvement contre la gravité
- 4 : mouvement contre résistance
- 5 : force musculaire normale

## Différentes étiologies

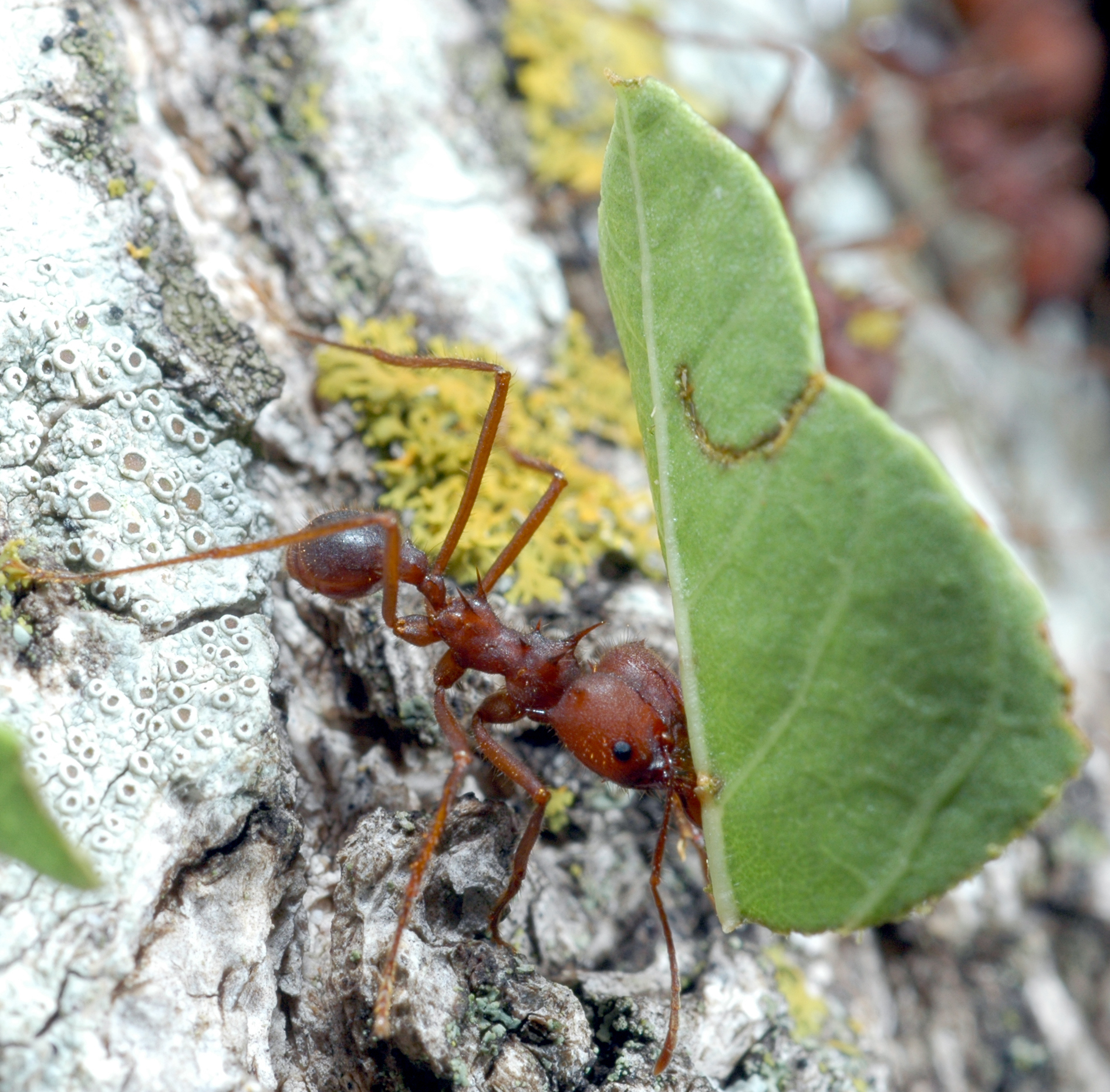
Une fourmi coupe-feuille en route pour son nid.

En biomécanique, la loi de Kleiber montre la relation existant entre la puissance musculaire et la masse corporelle d'un individu. 
Grossièrement, la force d'un muscle est proportionnelle au nombre de fibres musculaires présente dans le muscle ou plus simplement, à sa section.
L'entraînement sportif permet d'améliorer la force musculaire, notamment par le développement musculaire (musculation).
La diminution de la force musculaire peut aussi venir de l'atteinte du nerf (rupture, compression, etc.), ou d'une atteinte au niveau de l'encéphale (accident vasculaire-cérébral, masse comprimante, inflammation, etc.), plus précisément à l'intérieur de l'encéphale la lésion peut se trouver soit sur l'homonculus moteur ou d'autres aires motrices corticales, soit sur le trajet des fibres nerveuses comme la capsule interne contenant le faisceau pyramidal. 
Il est très important de noter pour le clinicien, que les signes créés par ces différentes atteintes sont différents, ainsi de manière clinique ou pourra discerner une atteinte périphérique (sur le nerf ou la colonne vertébrale), d'une atteinte centrale (de l'encéphale), d'une atteinte musculaire, ou encore d'une atteinte de la plaque motrice.